# Johanna Meier
Johanna Meier (Chicago, 13 de febrer de 1938) és una soprano estatunidenca. Se l'associa al repertori de Wagner i Strauss.
Va créixer a Spearfish, Dakota del Sud, i va estudiar a la Universitat de Miami amb Arturo di Filippi i a la Manhattan School amb John Brownlee. Va debutar el 1969 en la New York City Opera com la Comtessa en Capriccio i en el Metropolitan Opera on va debutar el 1976 a Ariadne auf Naxos dirigida per James Levine. Després va tenir els papers de Senta, Margarita, la Mariscala, Donna Anna, Leonora, Elisabeth, Isolde, la primera cantant americana en aquest paper al Festival de Bayreuth, Ellen Orford, Sieglinde, Brünnhilde, Tosca, Crysotemis i l'Emperadriu a Die Frau ohne Schatten. Va totalitzar 78 representacions amb la companyia entre 1976 i 1989.
Altres papers van ser Amelia, Elsa, Louise, Agatha, Eva i Turandot a Dallas (1988). Va treballar en la Wiener Staatsoper, English National Opera, Gran Teatre del Liceu de Barcelona, Berlín, Múnic, Hamburg, París, Roma, Venècia, Madrid, Zúric i altres com l'Òpera de Seattle, del Canadà i el Teatro Colón de Buenos Aires com a Crysotemis a Elektra de Richard Strauss el 1987.
Va ser la primera cantant nord-americana en cantar el paper d'Isolda de Tristany i Isolda al Festival de Bayreuth al costat del tenor Rene Kollo dirigits per Daniel Barenboim el 1982 (producció de Jean Pierre Ponnelle). Les seves últimes actuacions van ser el 1994 com a part de l'elenc en l'estrena mundial de The Dangerous Liasons de Conrad Susa amb l'Òpera de San Francisco al costat de Thomas Hampson, Renée Fleming, Frederica von Stade i Judith Forst dirigits per Donald Runnicles.
Retirada del cant, va iniciar el 1997 una escola d'òpera i cant a la universitat Black Hills University que dirigeix. El 2003 va rebre un doctorat honorari d'aquesta universitat.